# Équipe de Russie de football au Championnat d'Europe 1996
L'équipe de Russie de football participe à sa première phase finale championnat d'Europe lors de l'édition 1996 qui se tient en Angleterre du 8 juin 1996 au 30 juin 1996. Son prédécesseur, l'URSS (et la CEI) compte six participations.
Les Russes sont éliminés au premier tour en terminant derniers du groupe C.

## Phase qualificative
La phase qualificative est composée de huit groupes. Les huit vainqueurs de poule, les six meilleurs deuxièmes et le vainqueur du barrage entre les deux moins bons deuxièmes se qualifient pour l'Euro 1996 et ils accompagnent l'Angleterre, qualifiée d'office en tant que pays organisateur. La Russie termine 1re du groupe 8.
| Rang | Équipe      | Pts | J  | G | N | P  | Bp | Bc | Diff |  | Résultats (▼ dom., ► ext.) |     |     |     |     |     |     |
| ---- | ----------- | --- | -- | - | - | -- | -- | -- | ---- |  | -------------------------- | --- | --- | --- | --- | --- | --- |
| 1    | Russie      | 26  | 10 | 8 | 2 | 0  | 34 | 5  | +29  |  | Russie                     |     | 0-0 | 2-1 | 3-1 | 3-0 | 4-0 |
| 2    | Écosse      | 23  | 10 | 7 | 2 | 1  | 19 | 3  | +16  |  | Écosse                     | 1-1 |     | 1-0 | 1-0 | 5-1 | 5-0 |
| 3    | Grèce       | 18  | 10 | 6 | 0 | 4  | 23 | 9  | +14  |  | Grèce                      | 0-3 | 1-0 |     | 4-0 | 5-0 | 2-0 |
| 4    | Finlande    | 15  | 10 | 5 | 0 | 5  | 18 | 18 | 0    |  | Finlande                   | 0-6 | 0-2 | 2-1 |     | 5-0 | 4-1 |
| 5    | Îles Féroé  | 6   | 10 | 2 | 0 | 8  | 10 | 35 | -25  |  | Îles Féroé                 | 2-5 | 0-2 | 1-5 | 0-4 |     | 3-0 |
| 6    | Saint-Marin | 0   | 10 | 0 | 0 | 10 | 2  | 36 | -34  |  | Saint-Marin                | 0-7 | 0-2 | 0-4 | 0-2 | 1-3 |     |

## Phase finale

### Premier tour
| Groupe C |           |     |   |   |   |   |    |    |      |
|          | Équipe    | Pts | J | G | N | P | BP | BC | Diff |
| 1        | Allemagne | 7   | 3 | 2 | 1 | 0 | 5  | 0  | +5   |
| 2        | Tchéquie  | 4   | 3 | 1 | 1 | 1 | 5  | 6  | -1   |
| 3        | Italie    | 4   | 3 | 1 | 1 | 1 | 3  | 3  | 0    |
| 4        | Russie    | 1   | 3 | 0 | 1 | 2 | 4  | 8  | -4   |

| 9 juin  | Allemagne | 2 | 0 | Tchéquie  |
| 11 juin | Italie    | 2 | 1 | Russie    |
| 14 juin | Tchéquie  | 2 | 1 | Italie    |
| 16 juin | Russie    | 0 | 3 | Allemagne |
| 19 juin | Russie    | 3 | 3 | Tchéquie  |
| 19 juin | Italie    | 0 | 0 | Allemagne |

| 11 juin 1996                      | Italie            | 2 - 1 | Russie        | Anfield, Liverpool                              |                                                 |
| 16:30 · Historique des rencontres | Casiraghi 5e, 52e |       | Tsymbalar 21e | Spectateurs : 35 120 Arbitrage : Leslie Mottram | Spectateurs : 35 120 Arbitrage : Leslie Mottram |
| 16:30 · Historique des rencontres | (Rapport)         |       |               | Spectateurs : 35 120 Arbitrage : Leslie Mottram | Spectateurs : 35 120 Arbitrage : Leslie Mottram |

| 16 juin 1996                      | Russie    | 0 - 3 | Allemagne                       | Old Trafford, Manchester                            |                                                     |
| 15:00 · Historique des rencontres |           |       | Sammer 56e · Klinsmann 77e, 90e | Spectateurs : 50 760 Arbitrage : Kim Milton Nielsen | Spectateurs : 50 760 Arbitrage : Kim Milton Nielsen |
| 15:00 · Historique des rencontres | (Rapport) |       |                                 | Spectateurs : 50 760 Arbitrage : Kim Milton Nielsen | Spectateurs : 50 760 Arbitrage : Kim Milton Nielsen |

| 19 juin 1996                      | Russie                                         | 3 - 3 | Tchéquie                              | Anfield, Liverpool                            |                                               |
| 19:30 · Historique des rencontres | Mostovoi 49e · Tetradze 54e · Beschastnykh 85e |       | Suchopárek 5e · Kuka 19e · Šmicer 88e | Spectateurs : 21 128 Arbitrage : Anders Frisk | Spectateurs : 21 128 Arbitrage : Anders Frisk |
| 19:30 · Historique des rencontres | (Rapport)                                      |       |                                       | Spectateurs : 21 128 Arbitrage : Anders Frisk | Spectateurs : 21 128 Arbitrage : Anders Frisk |

## Effectif
Sélectionneur : Oleg Romantsev
| No. | Pos.      | Joueur                  | Date de naissance et âge | Sélec. | Club               |
| --- | --------- | ----------------------- | ------------------------ | ------ | ------------------ |
| 1   | Gardien   | Dmitri Kharine          | 16 août 1968             | 35     | Chelsea            |
| 2   | Défenseur | Omari Tetradze          | 13 octobre 1969          | 23     | Alania Vladikavkaz |
| 3   | Défenseur | Youri Nikiforov         | 16 septembre 1970        | 30     | Spartak Moscou     |
| 4   | Milieu    | Ilya Tsymbalar          | 17 juin 1969             | 16     | Spartak Moscou     |
| 5   | Défenseur | Youri Kovtun            | 5 janvier 1970           | 16     | Dynamo Moscou      |
| 6   | Milieu    | Valeri Karpine          | 2 février 1969           | 31     | Real Sociedad      |
| 7   | Défenseur | Viktor Onopko           | 14 octobre 1969          | 43     | Real Oviedo        |
| 8   | Milieu    | Andrei Kanchelskis      | 23 janvier 1969          | 44     | Everton            |
| 9   | Attaquant | Igor Kolyvanov          | 6 mars 1968              | 42     | Foggia Calcio      |
| 10  | Milieu    | Aleksandr Mostovoï      | 22 août 1968             | 32     | RC Strasbourg      |
| 11  | Attaquant | Sergueï Kiriakov        | 1er janvier 1970         | 35     | Karlsruher SC      |
| 12  | Gardien   | Stanislav Tchertchessov | 2 septembre 1963         | 36     | Tirol Innsbruck    |
| 13  | Défenseur | Ievgeni Bushmanov       | 2 novembre 1971          | 3      | CSKA Moscou        |
| 14  | Attaquant | Igor Dobrovolski        | 27 août 1967             | 45     | sans club          |
| 15  | Milieu    | Igor Chalimov           | 2 février 1969           | 44     | Udinese            |
| 16  | Attaquant | Igor Simutenkov         | 3 avril 1973             | 7      | AC Reggiana        |
| 17  | Attaquant | Vladimir Bestchastnykh  | 1er avril 1974           | 18     | Werder Brême       |
| 18  | Milieu    | Igor Yanovski           | 3 août 1974              | 2      | Alania Vladikavkaz |
| 19  | Milieu    | Vladislav Radimov       | 26 novembre 1975         | 9      | CSKA Moscou        |
| 20  | Défenseur | Sergueï Gorlukovich     | 18 novembre 1961         | 37     | Spartak Moscou     |
| 21  | Milieu    | Dmitri Khokhlov         | 22 décembre 1975         | 0      | CSKA Moscou        |
| 22  | Gardien   | Sergueï Ovtchinnikov    | 10 novembre 1970         | 3      | Lokomotiv Moscou   |

## Navigation